# Csukárd
Csukárd (szlovákul Veľké Tŕnie, korábban Kučišdorf, németül Zuckersdorf) Csukárd-Terlény község része, 1964 előtt önálló község Szlovákiában, a Pozsonyi kerületben, a Bazini járásban. Ma Terlénnyel együtt alkotja Vinosady községet.

## Fekvése
Bazintól 2 km-re északkeletre fekszik.

## Története
A mai község helyén a régészeti leletek tanúsága szerint a 9. században nagymorva település volt.
1208-ban Bazin határleírásában említik először Turdun néven. Sikeresen átvészelte az 1241. évi tatár támadásokat, mert 1256-ban újra említik, mint Bazin szomszédos települését. Ekkor a Csukár család birtoka. 1291-ben Csukár Péter fia János a birtokot a pozsonyi káptalannak adományozta. Nem sokkal ezután a birtok egy része a Szentgyörgyi-Bazini grófoké lett. Ezt a részt 1292-ben Minor Turne néven említi oklevél, melyet későbbi magyar nevén Terlénynek neveztek. A kipusztított lakosság pótlására még a 13. században németeket telepítettek. A káptalani birtok Csukárd neve a korábbi birtokos Csukár család nevéből ered. A település a 18. századig megőrizte német többségét, ezután a németeket fokozatosan szlovákok váltották fel. Lakói főként szőlőtermesztéssel, borászattal foglalkoztak.
Vályi András szerint "CSUKÁRD. Zukkersdorf. Tót falu Posony Vármegyében, földes Ura a’ Posonyi Káptalanbéli Uraság, lakosai katolikusok, fekszik Czajlának szomszédságában, Modor, és Bazing között, mind a’ kettőtöl fél mértföldnyire. Nevezetesek a’ borai arról, hogy más jó tulajdonságjaik mellett (vizellet hajtó) foganatosságúak. Czajla vize foly alatta, réttyei jók, fával való kereskedéseken kivűl, határjának egyéb ’s vagyonnyának középszerű, voltokhoz képest, második Osztálybéli."
Fényes Elek szerint "Csukárd, (Zuckersdorf, Kucsisdorf), tót falu, Pozson vgyében, Bazinon felül 7 fertálynyira: 341 kath. lak., kik főképen bortermesztésből élnek, melly jóságára nézve a bazinihoz hasonló. Erdeje is van. F. u. a pozsonyi káptalan."
A trianoni békeszerződésig Pozsony vármegye Szenci járásához tartozott. Csukárd és Terlény községeket 1964-ben egyesítették.

## Népessége
1910-ben Csukárdnak 334,  túlnyomórészt szlovák lakosa volt.
2001-ben 969 lakosából 953 szlovák volt.

## Nevezetességei
- Szent Márton tiszteletére szentelt római katolikus temploma a 19. században épült a korábbi, 14. századi, gótikus templom helyén.